# Фрейденберг, Михаил Филиппович
Моисей Филиппович (Михаил Фёдорович) Фрейденберг (литературные псевдонимы Оса, М. Осанин; 9 (21) января 1858, Прасныш, Плоцкая губерния — 1 августа 1920, Петроград) — российский изобретатель, воздухоплаватель, журналист, издатель, фельетонист. Является одним из изобретателей кинетоскопа и разработчиком первой автоматической телефонной станции.

## Биография
Родился в городе Прасныш Плоцкой губернии (в настоящее время Пшасныш, Польша), в семье ремесленника Фишеля Фишелевича (Фишловича) Фрейденберга и его жены Эстер Зеликовны Рыхтер, заключивших брак там же в 1844 году.
В 1876 году в возрасте 18-ти лет основал первый драматический театр в Евпатории, где выступал в качестве актёра и постановщика. Позже переехал в Одессу и поступил на работу в типографию, затем стал журналистом. В 1875 году вместе с карикатуристом Евгением де-Брюксом (1856—1879) выпустил первое в городе литературно-сатирическое издание «Калейдоскоп». Участвовал в издании литературно-художественных журналов «Комар» и «Одесский листок» (в последнем под псевдонимом Оса вёл рубрику «О чём говорят»). Издавал сатирические журналы с карикатурами «Оса» (1876), «Сверчок» (1879), «Маяк» (1879—1885, заведующий художественным отделом), и самый популярный из всех — «Пчёлка» (1881—1889), в котором начался творческий путь его шурина, художника Леонида Пастернака. А. П. Чехов в письме от 22 марта 1885 года к Н. А. Лейкину, редактору-издателю журнала «Осколки», ставит в пример одесский юмористический журнал «Пчёлка», «который и в Москве нарасхват». Журнальные фельетоны подписывал псевдонимами — «Оса» или «М. Осанин». Пьесы М. Ф. Фрейденберга ставились на одесских сценах.
17 июня 1883 года женился на Хасе Иосевне (Анне Осиповне) Постернак (1859—?), сестре художника Леонида Пастернака и тёте поэта Бориса Пастернака. В 1884 году у них родился старший сын Александр (1884—1937), в 1890 году — дочь Ольга, которая позже стала известным учёным-филологом (специализация: греческая мифология), основателем кафедры филологии Ленинградского университета.
В 1893 году совместно с инженером Иосифом Тимченко построил первый в России киносъёмочный аппарат, на два года опередивший появление «Синематографа» братьев Люмьер.
В 1903 году по приглашению газеты «Петербургский листок» переехал с семьёй в Санкт-Петербург. Стал работать в редакции этой газеты.
После Октябрьской революции работал директором 15-й государственной типографии Петрограда. Скончался 1 августа 1920 года в Петрограде.

## Изобретения
- В 1881 году по собственным чертежам построил аэростат из коленкора и совершил на нём три полёта над Одессой[10].
- В 1893 году совместно с И. А. Тимченко изготовил кинетоскоп собственной конструкции, при помощи которого были сняты две ленты — «Скачущий всадник» и «Копьеметатель». В январе следующего года кинетоскоп Фрейденберга со скачковым механизмом был представлен на 9-м съезде русских естествоиспытателей и врачей.
- В 1893 году совместно с С. М. Бердичевским (Апостоловым) разработал при кафедре прикладной физики и механики Императорского Новороссийского университета автоматическую телефонную станцию («телефонный соединитель») на 250 номеров. Это изобретение было в 1895 году запатентовано в Великобритании (патент № 3954).
- В 1895 году разработал предыскатель для автоматической телефонной станции ёмкостью в 10 тысяч номеров (английский патент № 10155).
- В 1896 году изобрёл линейный машинный искатель для автоматической телефонной станции на 1 тысячу линий с общим многократным полем для группы искателей, а затем ввёл групповые искатели (английский патент № 18912).[18]
- В 1898 году изобрёл групповую установку для автоматической телефонной станции (русская привилегия № 8668).
- С 1908 года занимался конструированием типографских наборных машин, разработал 3 буквоотливные машины.
- В 1914 году направил в военно-морское ведомство чертежи изобретённой им подводной лодки[7].

## Литературные произведения
- Оса. Собрание рисунков и карикатур. Одесса: Типография Л. Нитче (склад у М. Ф. Фрейденберга, по Гаванной улице, д. Ассерето), 1881. — 600 экз.

### Пьесы
- «Профессор Ясенев» (комедия, 1892)[9]

### Мемуары
- «Записки русского непоседы»[7]
- «Русский в Париже»[7]
- «Записки изобретателя» («Воспоминания изобретателя»)[7][10]

## Прочее
- Архив М. Ф. Фрейденберга хранится в Центральном музее связи им. А. С. Попова[19].